# Ouetinga
Ne doit pas être confondu avec Ouéotinga.
Ouetinga, également orthographié Wétinga, est une commune rurale située dans le département de Guiba de la province du Zoundwéogo dans la région Centre-Sud au Burkina Faso.

## Géographie
Ouetinga est localisé à environ 23 km au sud Guiba et à 10 km au sud du centre de Manga. Le village est situé à 6 km de la route nationale 29.

## Santé et éducation
Ouetinga accueille un centre de santé et de promotion sociale (CSPS) tandis que le centre médical (CMA) le plus proche se trouve à Manga.